# Wake on LAN
Wake on LAN (WOL, a veces WoL) es un estándar de redes de computadoras Ethernet que permite encender remotamente computadoras apagadas. 

## Detalles técnicos

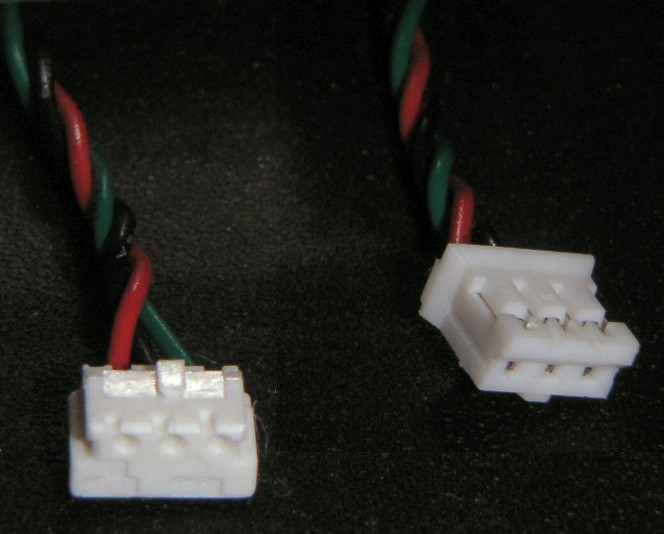
Conectores Wake-on-LAN.

El soporte wake on LAN (WoL) es implementado en la placa base de la computadora. La mayoría de placas base modernas cuentan con un controlador Ethernet que incorpora WoL sin necesidad de un cable externo.
Las placas base antiguas tienen un conector WAKEUP-LINK que debe ser conectado a la tarjeta de red a través de un cable de 3-pines especial; sin embargo, los sistemas que soportan la norma PCI 2.2 en conjunto con una tarjeta de red PCI compatible normalmente no requieren un cable WoL ya que la energía necesaria es provista por el bus PCI.
Los computadores portátiles con el chipset Intel 3945 o posterior (con soporte BIOS) permiten usar el estándar usando wireless (IEEE 802.11). Esto es llamado Wake on Wireless LAN (WoWLAN).
Wake on LAN debe estar activada en la configuración del BIOS de la placa base. También puede ser necesario configurar la computadora para que reserve energía para la tarjeta de red cuando está apagada. También puede ser necesario activar esta característica desde la configuración de la tarjeta de red.
Normalmente el paquete mágico se envía como un datagrama UDP al puerto 7 o 9, en la capa de transporte.

### Principios de operación
Conexiones Ethernet, incluyendo redes domésticas y de trabajo, redes inalámbricas y la misma Internet, están basadas en paquetes de datos enviados entre computadoras. Wake-on-LAN está implementado utilizando un paquete especialmente diseñado llamado «Paquete mágico», el cual es enviado a todos los equipos en la red, entre ellos el dispositivo a ser encendido. El «paquete mágico» contiene la dirección MAC del equipo destino, un identificador numérico que tiene cada tarjeta de red u otros dispositivos de red en la computadora, que posibilita ser reconocido dentro de la red. Las computadoras que están apagadas y son compatibles con Wake-on-LAN pueden contener dispositivos de red que «escuchan» paquetes entrantes en modo de bajo consumo de energía mientras el sistema está apagado. Si un «paquete mágico» es recibido y está direccionado a la dirección MAC del dispositivo, la tarjeta de red envía la señal a la fuente de energía o placa base para iniciar el encendido del sistema, muy similar a lo que pasa al presionar el botón de encendido.

### Paquetemágico
En la literatura técnica, se denomina paquete mágico (magic packet) a una trama de difusión que contiene una cadena de 6 bytes de valor 255 («FF FF FF FF FF FF» en hexadecimal), seguida de 16 repeticiones de la dirección MAC del computador de destino. Este paquete transporta un mensaje de red especial que posee la facultad de activar el equipo al que va dirigido, bajo unas condiciones determinadas.
Para encender una computadora de forma remota, se le envía un paquete mágico a la red con la dirección MAC del equipo que se quiere despertar, el paquete es reconocido por la tarjeta de red, con la dirección MAC especificada y esta responde «despertando» al equipo mediante una señal enviada a la placa base del mismo. Evidentemente, para que esta técnica funcione, tanto la tarjeta de red como la placa base de la computadora deben soportar el servicio Wake on LAN.